# Guðrið Hansdóttir
Guðrið Hansdóttir, född 6 oktober 1980 i Torshamn Färöarna som Guðrið Hansen, är en färöisk sångerska. 

## Diskografi

### Solo albums
- Love Is Dead, Tutl, 2007.
- The Sky is Opening, 2009.
- Beyond the Grey, 2011

### Tillsammans med Byrta
Byrta är en duo: Guðrið Hansdóttir och Janus Rasmussen.
- 2013 Loyndarmál (single)[2]
- 2013 Eydnan[3]
- 2013 Andvekur